# ウィーバー症候群
ウィーバー症候群（ウィーバーしょうこうぐん、英: Weaver syndrome）は、出生前から若年期を通じて持続する急速な成長と関連した、極めて稀な常染色体顕性型遺伝疾患である。この疾患は、骨の成熟の進行や特徴的な頭蓋顔面、骨格、神経学的異常によって特徴づけられる。この疾患の症状はソトス症候群のものと類似しており、過成長症候群に分類される。
この疾患はアメリカ合衆国の医師David Weaverによって1974年に初めて記載され、2011年にはこの疾患の原因がEZH2遺伝子の変異であることが特定された。2013年時点では48症例が記載され、確定診断が下されている。この疾患の有病率はソトス症候群と同程度の15000人に1人と推計されている。

## 症状と徴候
ウィーバー症候群の小児は、類似した特徴的な身体・頭蓋顔面を有する。次に挙げるような特徴のうち、全てではないもののいくつかが含まれている。
- 大頭症（英語版）
- 側脳室前角の先端間の距離の大きさ
- 平坦な後頭部
- 長い人中
- 下顎後退（英語版）
- 幼児期の丸顔
- あごの深いしわ
- 大きな耳
- 斜視
- 両眼隔離（英語版）
- 内眼角贅皮
- 眼瞼裂（英語版）斜下

他の特徴としては、たるんだ皮膚、薄くくぼんだ爪、細い毛髪、短い肋骨、肘や膝の伸展の制限、屈指症、粗く低い声などがみられる可能性がある。座ったり、立ったり、歩いたりといった運動機能の発達の遅れは小児期の初期に広くみられる。ウィーバー症候群の患者には一般的に、協調や平衡の問題を伴う軽度の知的障害がみられる。

## 原因
ウィーバー症候群の原因が染色体7q36領域に位置するEZH2遺伝子の常染色体顕性型突然変異であることが2011年に特定されている。EZH2は、ヒトの過成長と関連していることが明らかにされた、2つ目のヒストンメチルトランスフェラーゼである。EZH2はPRC2複合体の触媒構成要素であり、この複合体はクロマチン構造と遺伝子発現を調節し、転写を抑制することが知られている。また、EZH2は幹細胞の維持や、骨形成、筋形成、リンパ球形成、造血など細胞系統の決定にも重要な役割を果たしている。
また、ウィーバー症候群は5q35領域に位置するNSD1遺伝子の変異と関連している場合もある。NSD1は機能が不明確なヒストンメチルトランスフェラーゼであるが、発生時のクロマチンを介した調節に関与するドメインを有しており、転写に影響を及ぼす因子として作用すると考えられている。
ウィーバー症候群の症例の大部分は家族歴のない孤発例であるが、常染色体顕性型遺伝家系の症例もいくつか報告されている。

## 診断

### 鑑別診断
ウィーバー症候群とソトス症候群は、表現型が大きく重複し、類似しているため、互いに取り違えられることも多い。双方の症候群に共通する臨床的特徴としては、発生初期の過成長、骨年齢の進行、発生の遅れ、顕著な大頭症が挙げられる。また、NSD1遺伝子の変異も混乱をもたらす他の要因の1つとなっている可能性がある。NSD1遺伝子は正常な成長と発生に関与するタンパク質の合成のための指示を出している。NSD1遺伝子の欠失や変異はソトス症候群の患者の一般的な原因の1つであり、またウィーバー症候群の一部の症例でも同様に観察される。
ソトス症候群との差異となるウィーバー症候群の特徴としては、広い額と顔面、両眼隔離、顕著に幅広い人中、小顎症、くぼんだ爪、深いしわを伴う下顎後退、出生前発育の増大、そして中手骨や指骨と比較して手根骨の骨年齢が大きく進行していることが挙げられる。

## 治療と予後
ウィーバー症候群には治癒をもたらす治療法は存在せず、症状を管理する支持療法が行われる。筋硬直、脚、指趾の曲がりには理学療法が有用であるが、指趾や脚の問題には手術が必要となる可能性がある。小児には個別的な教育プランが有用である可能性がある。適切な治療とサポートを行うことで、患者は通常の生活を送ることができる。

## 疫学
ウィーバー症候群の原因変異は2011年に同定されたばかりであるため、その発生率に関する確定的な情報は得られていない。2013年時点では48症例が記載され、確定診断が下されている。2012年には、ロンドンのSt George's HospitalのSouth West Thames Regional Genetic Serviceによって、Childhood Overgrowth Studyの患者コホートにおける検出率からソトス症候群と同程度の約15,000人に1人の有病率であると推定されている。